# NGC 418
NGC 418 је спирална галаксија у сазвежђу Вајар која се налази на NGC листи објеката дубоког неба.
Деклинација објекта је - 30° 13' 16" а ректасцензија 1h 10m 35,6s. Привидна величина (магнитуда) објекта NGC 418 износи 12,4 а фотографска магнитуда 13,1. NGC 418 је још познат и под ознакама ESO 412-9, MCG -5-4-2, AM 0108-302, IRAS 01082-3029, PGC 4189.